# Eugênia de Leuchtenberg
Eugênia Hortênsia Augusta Napoleona de Beauharnais (em francês: Eugénie Hortense Auguste Napoléone de Beauharnais; Milão, 22 de dezembro de 1808 — Freudenstadt, 1 de setembro de 1847), foi uma princesa franco-germânica. Ela era a segunda filha do príncipe Eugênio de Beauharnais, Duque de Leuchtenberg, e da princesa Augusta da Baviera, e membro da Casa de Beauharnais.

## Biografia

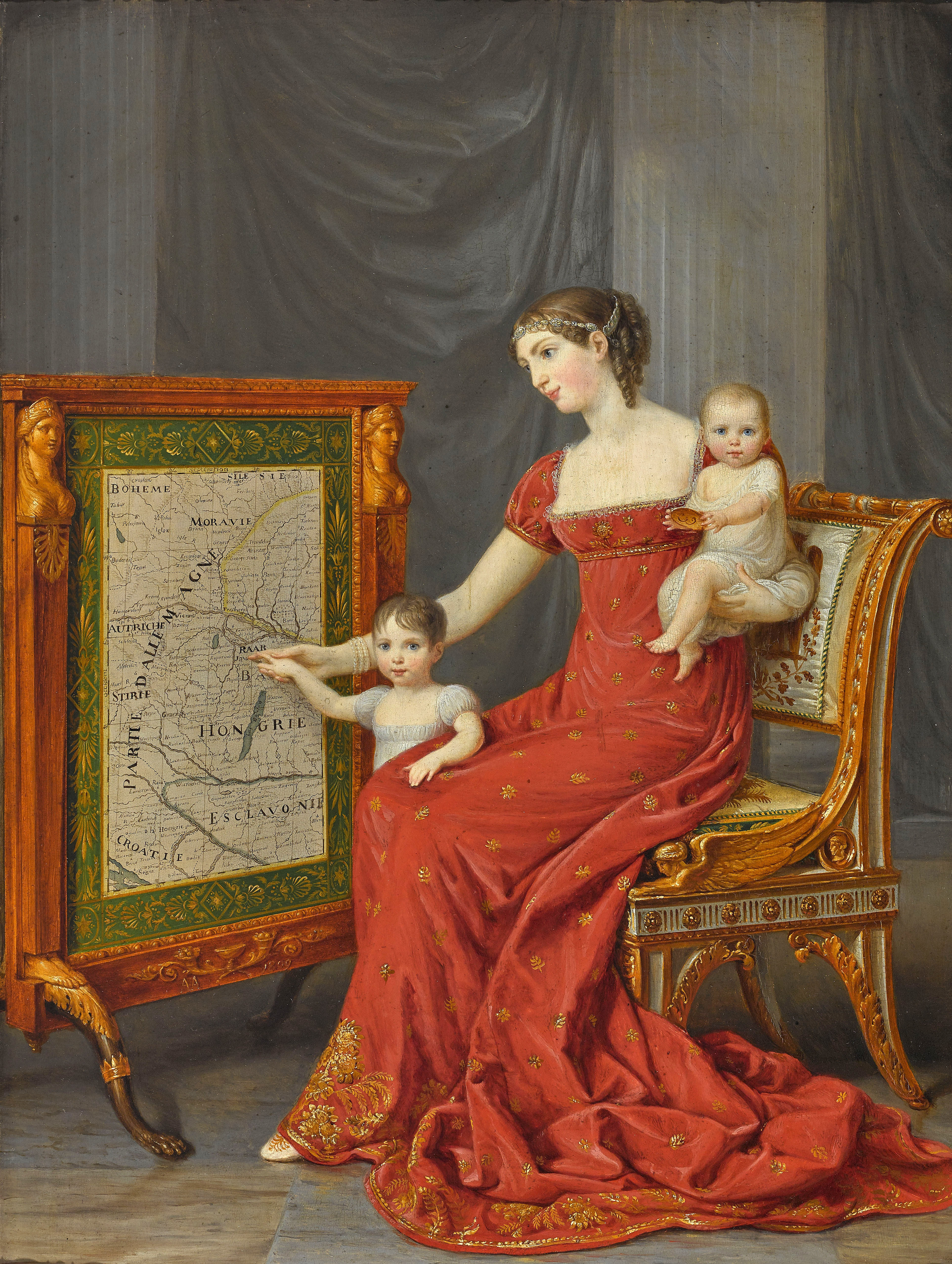
Eugênia em com sua mãe, Augusta da Baviera, e sua irmã, Josefina, em uma pintura de Andrea Appiani de 1809.

Eugênia era a filha de Eugênio de Beauharnais, duque de Leuchtenberg e príncipe de Eichstätt e de Augusta da Baviera. Seus avós paternos eram Alexandre de Beauharnais, e Josefina de Beauharnais, que se tornou esposa de Napoleão Bonaparte, fazendo de Eugênio seu enteado e filho adotivo. Já seus avós maternos eram o rei Maximiliano I José da Baviera e Augusta Guilhermina de Hesse-Darmstadt, sua primeira esposa.
Eugénie cresceu no Palácio Leuchtenberg em Ludwigstraße em Munique e frequentemente passava os meses de verão com seus pais no Schloss Eugensberg, um castelo construído por seu pai no Lago Constança (onde hoje é Salenstein ). O comportamento da família era principesco em todos os aspectos - o enviado francês Coulomb escreveu em 1822: "O príncipe Eugène de Beauharnais vive com mais luxo do que a corte [de Napoleão]". Seu palácio em Munique foi construído pelo famoso arquiteto bávaro Leo von Klenze para mais de 2 milhões de florins. Além de Munique e Schloss Eugensberg, a família tinha mansões em Eichstätt e Ismaning. Com a morte de seu pai em 1824, Eugênia herdou Schloss Eugensberg.

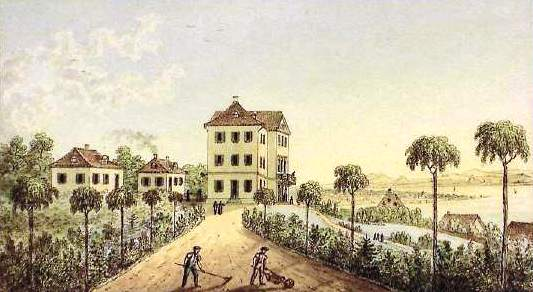
Schloss Eugensberg em 1850.

Entre seus irmãos estavam: Josefina de Leuchtenberg, rainha consorte da Suécia e Noruega, como esposa de Óscar I; Augusto de Beauharnais, consorte da rainha D. Maria II de Portugal; Amélia de Leuchtenberg, imperatriz consorte do Brasil, como esposa de D. Pedro I; Teodolinda de Leuchtenberg, condessa de Württemberg como esposa de Guilherme de Württemberg e Maximiliano de Beauharnais, duque de Leuchtenberg e marido da grã-duquesa Maria Nikolaevna da Rússia.

## Casamento
Em 22 de maio de 1826, Eugênia casou-se com o príncipe hereditário Constantino de Hohenzollern-Hechingen em Eichstätt. Eugênia trouxe Hofkavalier Gustav von Billing (nascido em Leuchtenberg ) para Hechingen como seu conselheiro financeiro - ele administrou seu grande dote em nome de sua mãe e rapidamente conquistou a confiança de Constantino como conselheiro. A partir de 1833, Eugênia e seu marido viveram em Schloss Lindich perto de Hechingen, a cidade-residência da Casa de Hohenzollern-Hechingen, embora também passassem grande parte dos meses de verão em Schloss Eugensberg, mantendo contato com sua tia Hortensia e seu primo Luís Napoleão, que mais tarde se tornou Napoleão III. O casal não teve filhos.

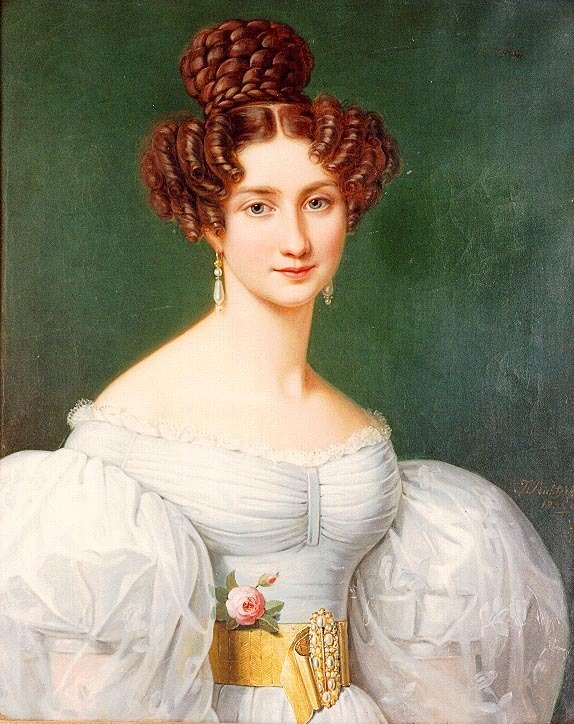
Eugênia de Leuchtenberg na Época do seu Casamento

### Morte

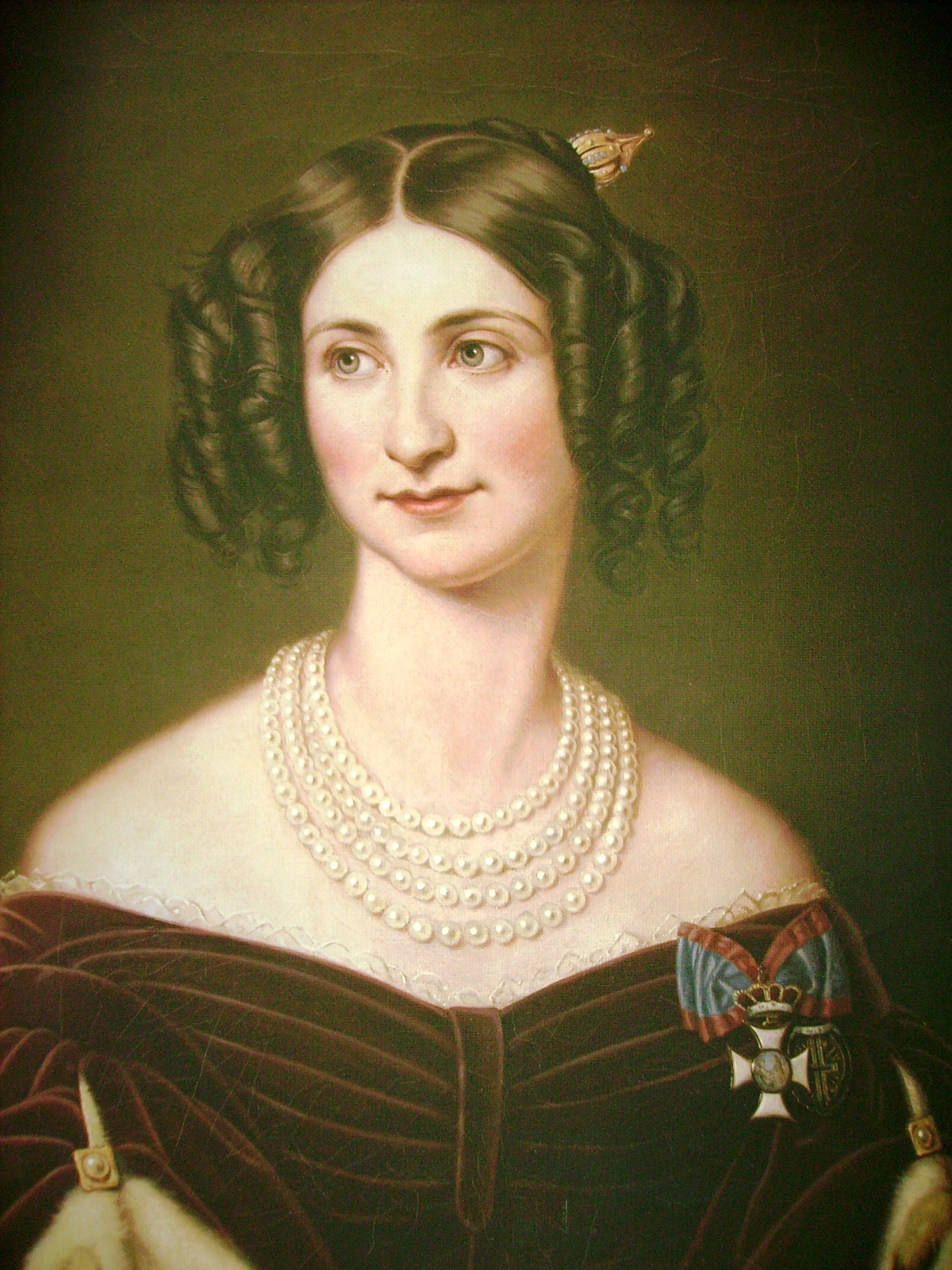
Eugénia por Joseph Karl Stieler.

Em 1846, Eugênia acabou ficando doente com tuberculose e pelo risco de propagação da doença, raramente ela via seu marido e quando via era a uma certa distância. Os médicos deram-lhe diversos tipos de tratamentos como por exemplo, a inalação de vapores de esterco de vaca. No verão de 1847, Eugênia seguiu para o spa de Badenweiler em busca da cura de sua doença. Porém, na viagem de volta, ela acabou falecendo no Hotel Post em Freudenstadt em 1 de setembro do mesmo ano, aos trinta e oito anos. A pedido de sua mãe, seu coração foi colocado em uma urna na capela do Palácio Leuchtenberg em Munique. Eugênia deixou em seu testamento uma fortuna de duzentos e setenta e três mil florins para a caridade.

## Títulos
- 22 de dezembro de 1808 –11 de abril de 1814: Sua Alteza Imperial, Eugênia de Beauharnais, Princesa Francesa
- 11 de abril de 1814 – 14 de novembro de 1817: Madame Eugênia de Beauharnais
- 14 de novembro de 1817 – 22 de maio de 1826: Sua Alteza Sereníssima, a Princesa Eugênia de Leuchtenberg
- 22 de maio de 1826 – 13 de setembro de 1838: Sua Alteza Sereníssima, a Princesa Hereditária de Hohenzollern-Hechingen
- 13 de setembro de 1838 – 1 de setembro de 1847: Sua Alteza Sereníssima, a Princesa de Hohenzollern-Hechingen

## Galeria

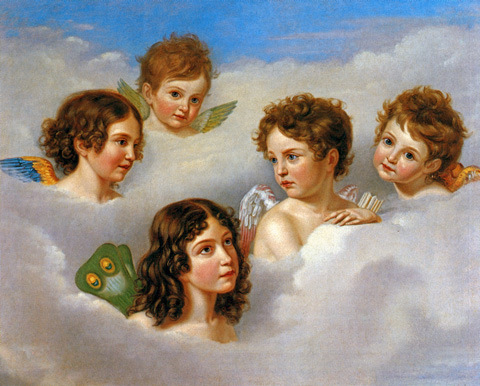
Eugênia e seus irmâos Josefina,Augusto,Amélia e Thedolinda por Joseph Stieler

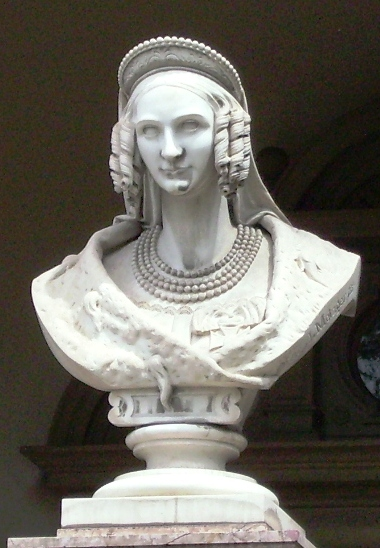
Busto de Eugênia

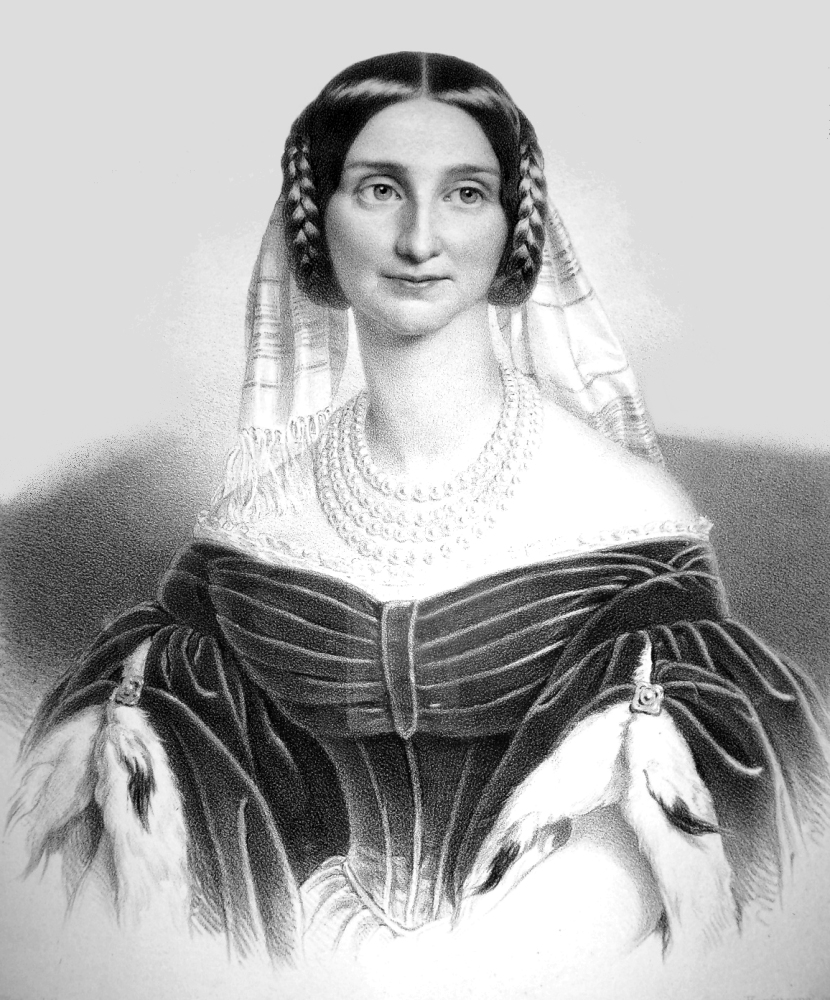
Princesa Eugênia de Hohenzollern-Hechigen

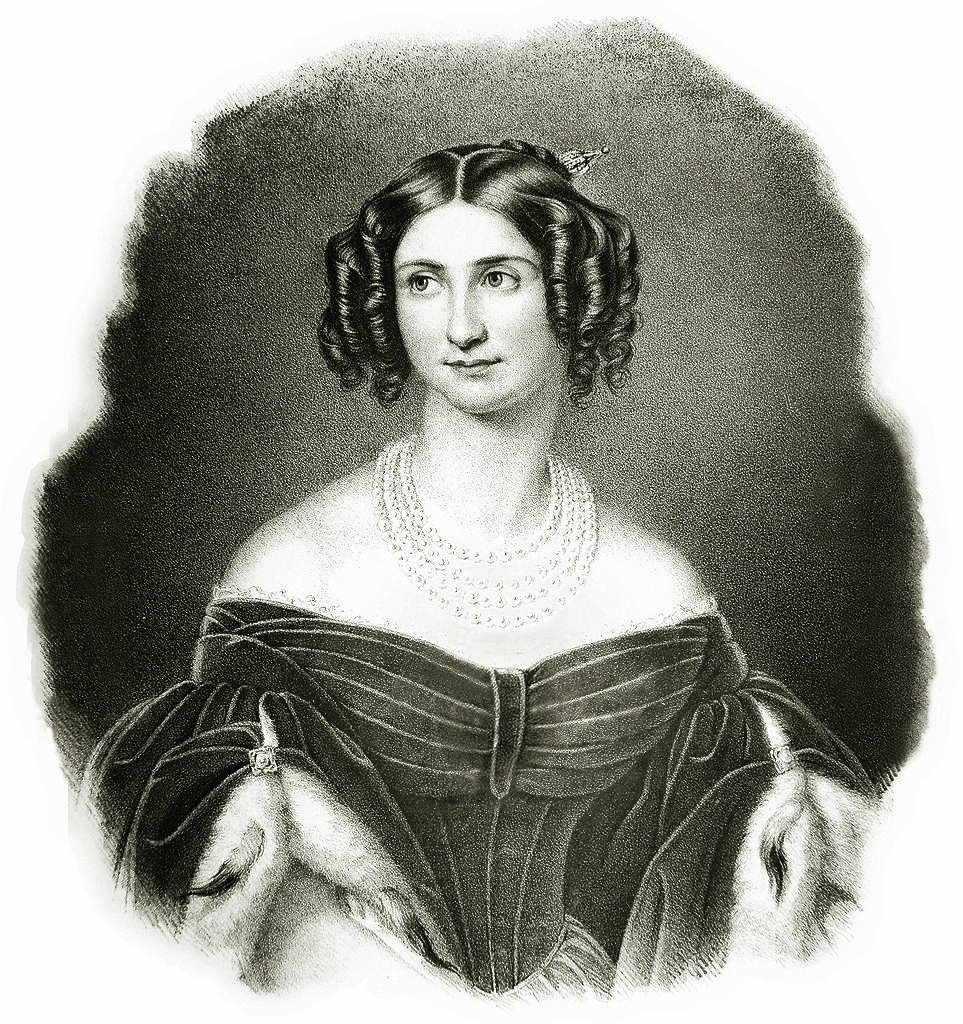
Eugênia de Beauharnais

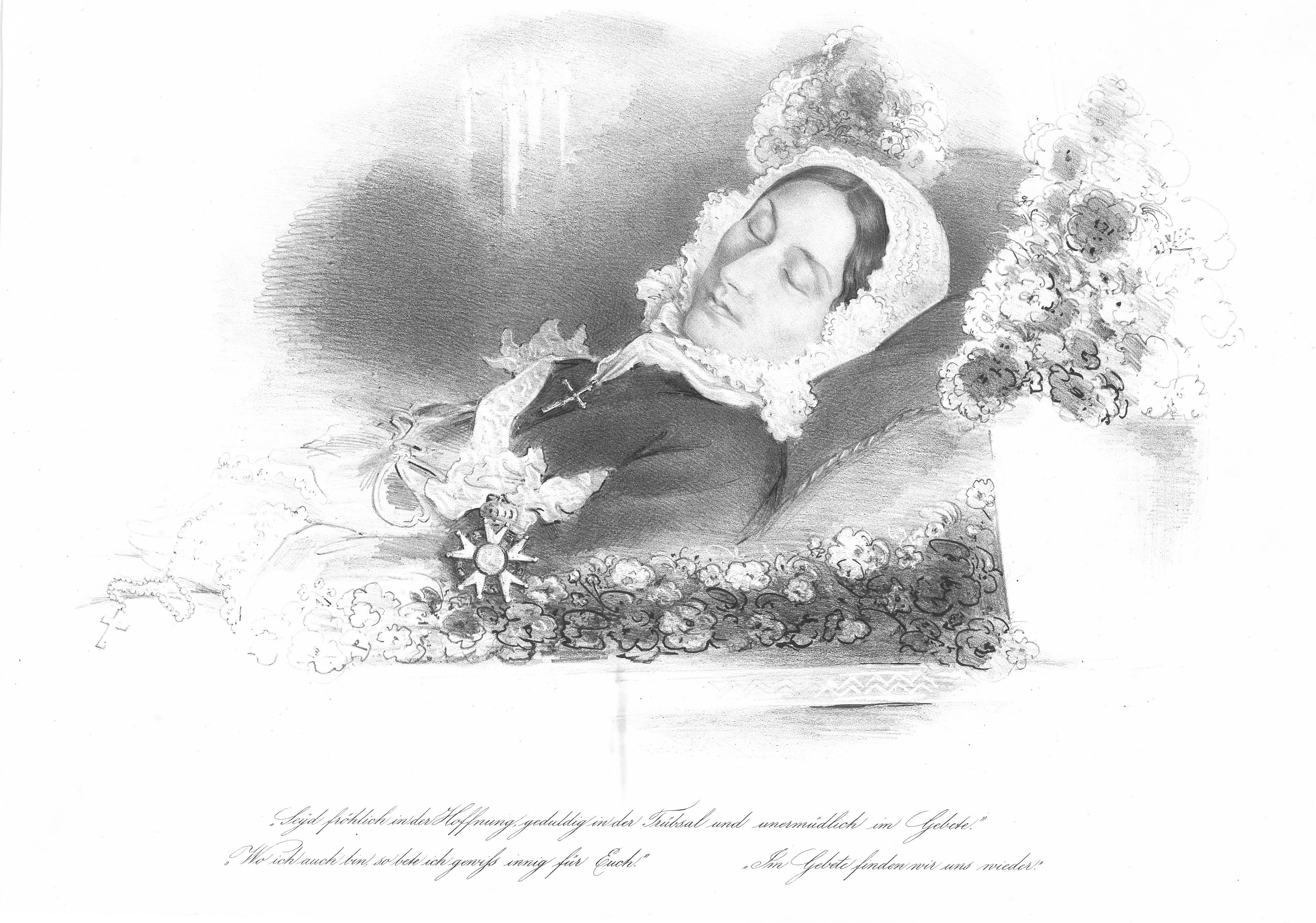
Eugênia já morta